# Cenopitec
El cenopitec (Caenopithecus lemuroides) és una espècie extinta de primat, de vegades classificada en la família dels adàpids i d'altres en la família dels notàrctids, que visqué a Europa durant l'Eocè, fa entre 38 i 47,8 milions d'anys. Se n'han trobat restes fòssils a França i Suïssa. Es tracta de l'única espècie reconeguda del gènere Caenopithecus. Era un adapiforme gros, amb un pes estimat de 3,5 kg. Tenia les dents molars superiors de forma quadrada i dotades d'un hipocon cingular i un mesostil prominent. Les últimes dents premolars eren senzilles, mentre que la primera premolar estava absent.